# マーチン M130

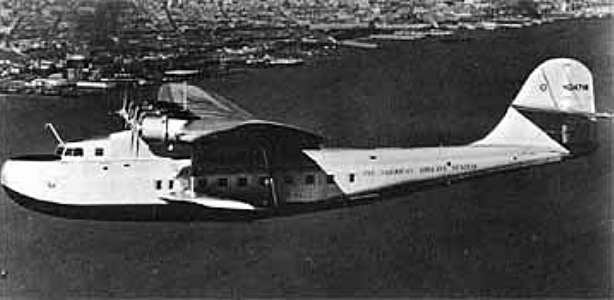
マーチン M130 チャイナ・クリッパー

マーチン M130（Martin model 130）とは、アメリカ合衆国のマーチン社が製造し1934年に初飛行した大型4発飛行艇である。パンアメリカン航空（パンナム）からの発注は3艇のみであったが、そのうちの1号艇が「チャイナ・クリッパー（China Clipper）」と命名されたため、一般にはこちらの名称が有名である。

## 概略
1935年11月22日、パンアメリカン航空のチャイナ・クリッパー（1号機）は豪華装備を誇る初の太平洋横断定期第一便として就航した。15万人の観衆に見守られサンフランシスコのアラメダ飛行艇基地から離水した。チャイナ・クリッパーは、ホノルル、ミッドウェー島、ウェーク島とグアムを経由して植民地であるフィリピンのマニラに到着して、110,000通の航空郵便を送り届けた。
タイプ130は同時期に製造されたS-42に較べて大型の飛行艇であり、航続距離も5,150kmと高性能であった。チャイナ・クリッパーの旅は現代の航空機のそれとは大きく違っており、巡行速度は時速252kmであり、あまり速くは無かった。パンナムが運航する太平洋横断路線では、アメリカからフィリピンまで4泊5日の行程で飛行し、乗客は夜にはハワイ、ミッドウェイ、ウェーク、グアムの各島のホテルに宿泊した。また客船の1等船室に対抗してラウンジや食堂もあり、大きさの割りに乗客数は14名と少なかった。ただし、短距離を飛行するときは41人まで搭乗できた。また航空郵便輸送機として活躍した。1937年にはマニラから香港（当時イギリス領）まで、1941年にはマニラからイギリス領マレーのシンガポールまで航空路が延伸された。
130は1号機の「チャイナ・クリッパー」のほか、2番機の「ハワイ・クリッパー」、3番機の「フィリピン・クリッパー」があった。そのうち1938年に「ハワイ・クリッパー」がグアムとマニラの間で行方不明になったが、他の2機はシコルスキー S-42と交換される1940年までに1万時間以上運航された。
1941年12月にアメリカが日本海軍による真珠湾攻撃により第二次世界大戦に参戦すると、運航の終了とともに、アメリカ海軍に徴用された。その後「フィリピン・クリッパー」はサンフランシスコで墜落事故により失われ、残された「チャイナ・クリッパー」も1945年1月にトリニダード島で着水時に浮遊していたボートと接触し大破、喪失した。これにより製造された3機ともが事故により失われた。
終戦とともに航路は復活したが、高性能の陸上機が登場したこともあり、豪華な飛行艇による旅は終焉を迎えた。しかし、現代でもこの時代の飛行艇は模型飛行機や絵画、イラストの題材として人気がある。

## 性能要目
- 全長 27.7m
- 全幅 39.7m
- 高さ 7.5m
- エンジン P&W R-1830（830hpx4）
- 機体重量 23,600Kg
- 巡航速度 262km/h
- 航続距離 5,150km
- 乗員 4
- 乗客 43もしくは寝台18